# Callitriche nuttallii
Callitriche nuttallii är en grobladsväxtart som beskrevs av John Torrey. Callitriche nuttallii ingår i släktet lånkar, och familjen grobladsväxter. Inga underarter finns listade i Catalogue of Life.